# Estació de Montcada i Reixac - Manresa
Montcada i Reixac - Manresa és una estació de ferrocarril propietat d'adif situada a prop del centre de la població de Montcada i Reixac a la comarca del Vallès Occidental. L'estació es troba a la línia Barcelona-Manresa-Lleida i hi tenen parada trens de les línies R4 i R7 de Rodalies de Catalunya, operats per Renfe Operadora.
Aquesta estació de la línia de Manresa va entrar en funcionament l'any 1855 quan va entrar en servei el tram construït per la Companyia del Ferrocarril de Saragossa a Barcelona entre Montcada i Reixac - Manresa i Sabadell Nord.
L'afegitó Manresa del nom de l'estació fa referència a la línia de Manresa, diferenciant-la així de la resta d'estacions del municipi.
L'any 2016 va registrar l'entrada de 812.000 passatgers.

## Serveis ferroviaris
| Procedència/Destinació                                  | <                   | Línia | >                             | Procedència/Destinació |
| ------------------------------------------------------- | ------------------- | ----- | ----------------------------- | ---------------------- |
| Rodalia de Barcelona                                    |                     |       |                               |                        |
| Sant Vicenç de Calders Vilafranca del Penedès Martorell | Montcada Bifurcació |       | Montcada i Reixac Santa Maria | Terrassa Manresa       |
| Fabra i Puig                                            | Montcada Bifurcació |       | Montcada i Reixac Santa Maria | Cerdanyola Universitat |

## Accident ferroviari
El 7 de desembre de 2022 es va produir un accident en aquesta estació que va deixar 155 passatgers ferits, dels quals 150 lleus i 5 en estat menys greu, segons el Sistema d'Emergències Mèdiques.